# Carrozzeria Moretti SpA

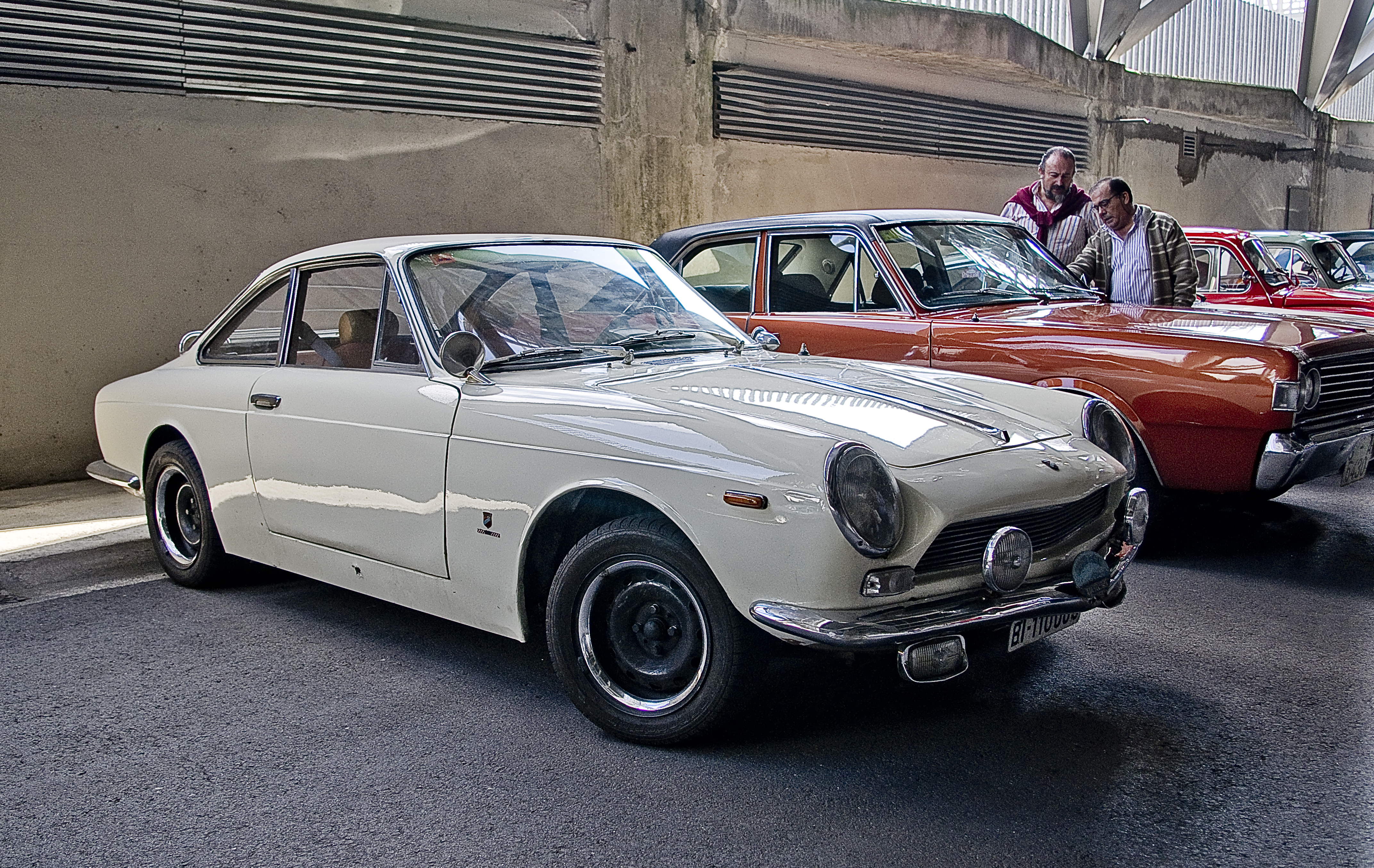
Fiat 1500 SS Moretti Coupé de 1967

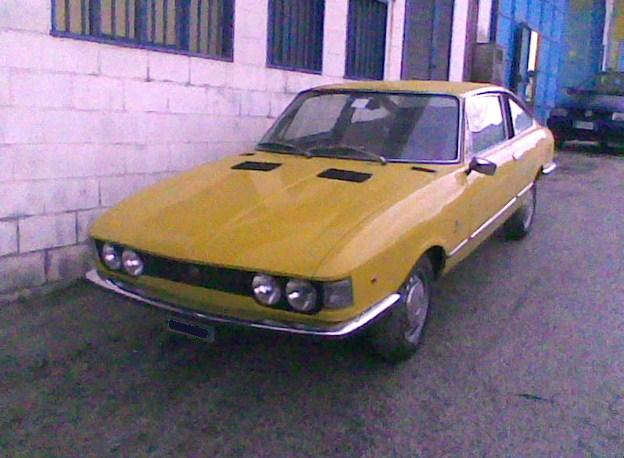
Moretti Fiat 128 Coupé

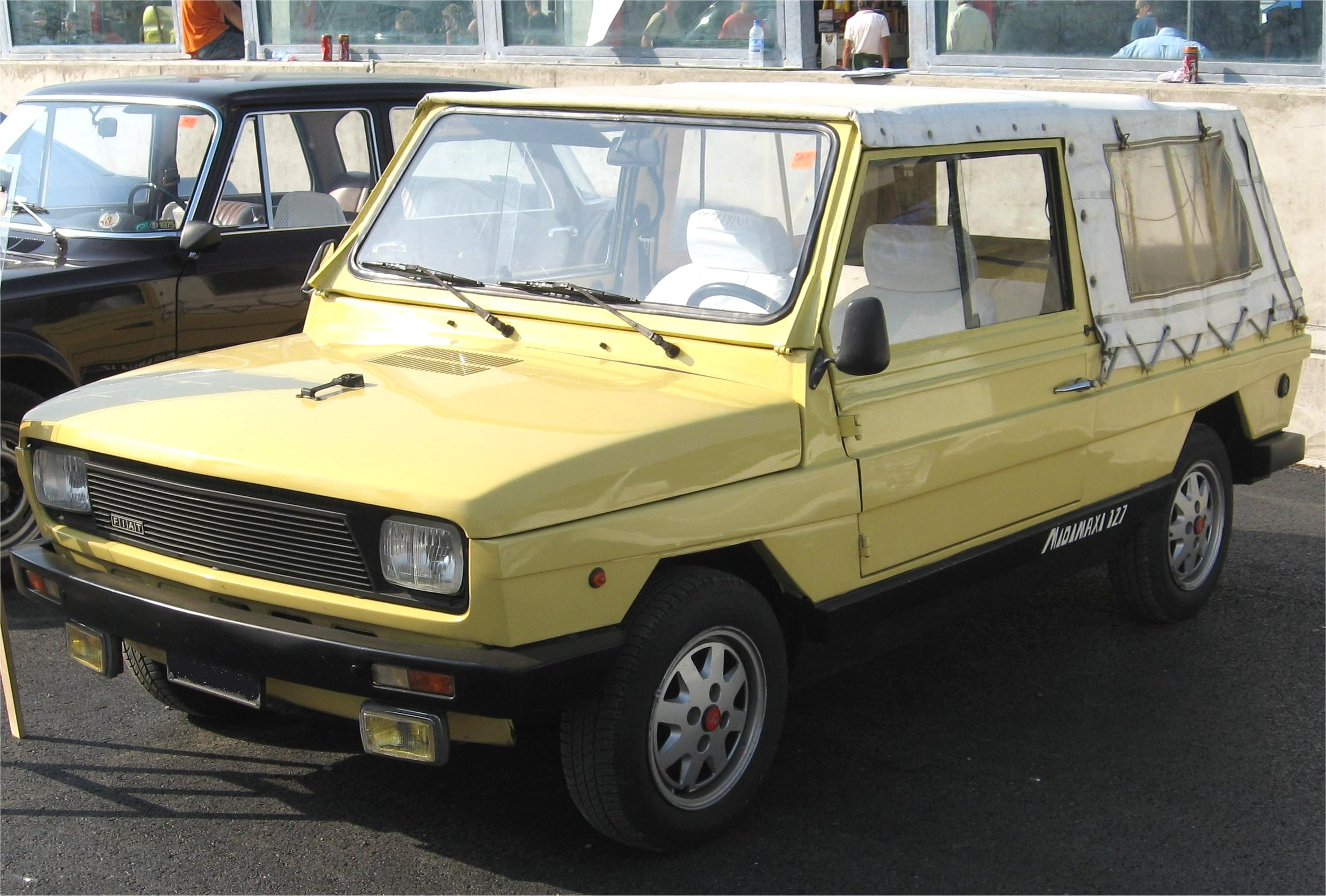
Fiat 127 Moretti Midimaxi de 1980

La Carrozzeria Moretti S.p.A. était un petit constructeur automobile et de motocycles et surtout carrossier italien, dont l'activité dura de 1926 à 1989.

## Histoire
Fondée à Turin en 1925 par Giovanni Moretti, la Carrozzeria Moretti S.p.A. présente sa première réalisation motocycliste. Peu après la fabrication d'une gamme complète de triporteurs et de motos légères, y compris des modèles de compétition, voient le jour.
C'est en 1928 que Moretti réalise sa première automobile : la Moretti 500, une petite torpédo à trois places, avec un moteur bi-cylindre de 500 cm3 placé à l'avant.
Au début de la Seconde Guerre mondiale, alors que le carburant était devenu une denrée rarissime, Moretti réalise un camion à traction électrique qui disposait d'une charge utile de 3,0 tonnes. Ce véhicule a été commercialisé sous le nom de Moretti Elettrocarro. Disposant du même moteur électrique, Moretti présenta également une automobile conçue pour les transports publics. Sa carrosserie, très en avance sur son temps, était ce que l'on appelle aujourd'hui un monovolume baptisé Moretti Elettrovettura et pouvait accueillir 7 passagers. La production de ces deux véhicules extraordinaires pour cette époque fut limitée. Personne n'a retrouvé un exemplaire restauré.
En 1946 la société lance la Moretti Cita une micro voiture qui obtiendra un bon succès commercial. Suivent les modèles Moretti 600 et Moretti 750 Grand Sport.
Les productions des ateliers Moretti se distinguent par le degré très élevé de ses finitions mais surtout par une remarquable panoplie de configurations de carrosseries qui comprennent la berline, le coupé, le spider et la giardinetta (familiale ou commerciale).
Mais le lancement des modèles de grande série comme la Fiat 600, puis la Fiat 500, pose de gros soucis à la société Moretti en raison de ses coûts très élevés engendrés par les petites séries et les adaptations à la demande. C'est pourquoi, à la fin des années 1950, l'entreprise décide d'arrêter la fabrication de modèles indépendants et de se consacrer à la réalisation de carrosseries spéciales pour des modèles de série d'autres constructeurs.
À partir des années 1960, libérée du fardeau de la conception et de la fabrication de toutes les parties mécaniques de ses voitures, la société Moretti présente une série impressionnante de modèles sur des bases Alfa Romeo, Maserati et Fiat, avec toujours le même souci de qualité de ses finitions et aménagement intérieur. Ces modèles ont pour la plupart reçu la griffe du célèbre designer italien Giovanni Michelotti qui signera plus d'une trentaine de carrosseries.
En 1964 la société Moretti SpA comptait 145 salariés dont 120 ouvriers et 25 employés. Les ateliers se déployaient sur une surface couverte de 9 000 m2. La production annuelle tournait autour de 1 500 unités. En 1967, la production dépasse les 2.600 exemplaires pour atteindre 3.300 unités en 1973, mais l'année suivante est marquée par le premier choc pétrolier entraînant une chute des ventes. La production des modèles "fuori serie" en nombre limité devient trop coûteux et la Carrozzeria Moretti se limite à la transformation de voitures Fiat.
Moretti réduit drastiquement sa gamme pour n'offrir que des versions découvertes de modèles Fiat de grande série comme la Spiaggina, la Fiat 126 Moretti Minimaxi, la Fiat 127 Moretti Midimaxi et la luxueuse Fiat 128 Moretti Roadster. Tous ces modèles, très peu connus du grand public français, ont obtenu un bon et long succès auprès des passionnés de voitures spéciales.
Cette politique de produit ciblé se poursuivra au cours des années 1980, mais avec une moins bonne pénétration commerciale en raison du goût changeant de la clientèle. Le réseau de distribution va progressivement être intégré dans le réseau Fiat où certains concessionnaires sélectionnés vont assurer la commercialisation des modèles Moretti Fiat Uno Moretti Folk, Fiat Panda Moretti Rock et 127 Midimaxi III. Après le décès de Giovanni Moretti, ses héritiers tenteront de lancer de nouveaux modèles mais l'époque n'était plus aux voitures de loisirs et décidèrent d'arrêter la production fin décembre 1989.

## Principaux modèles

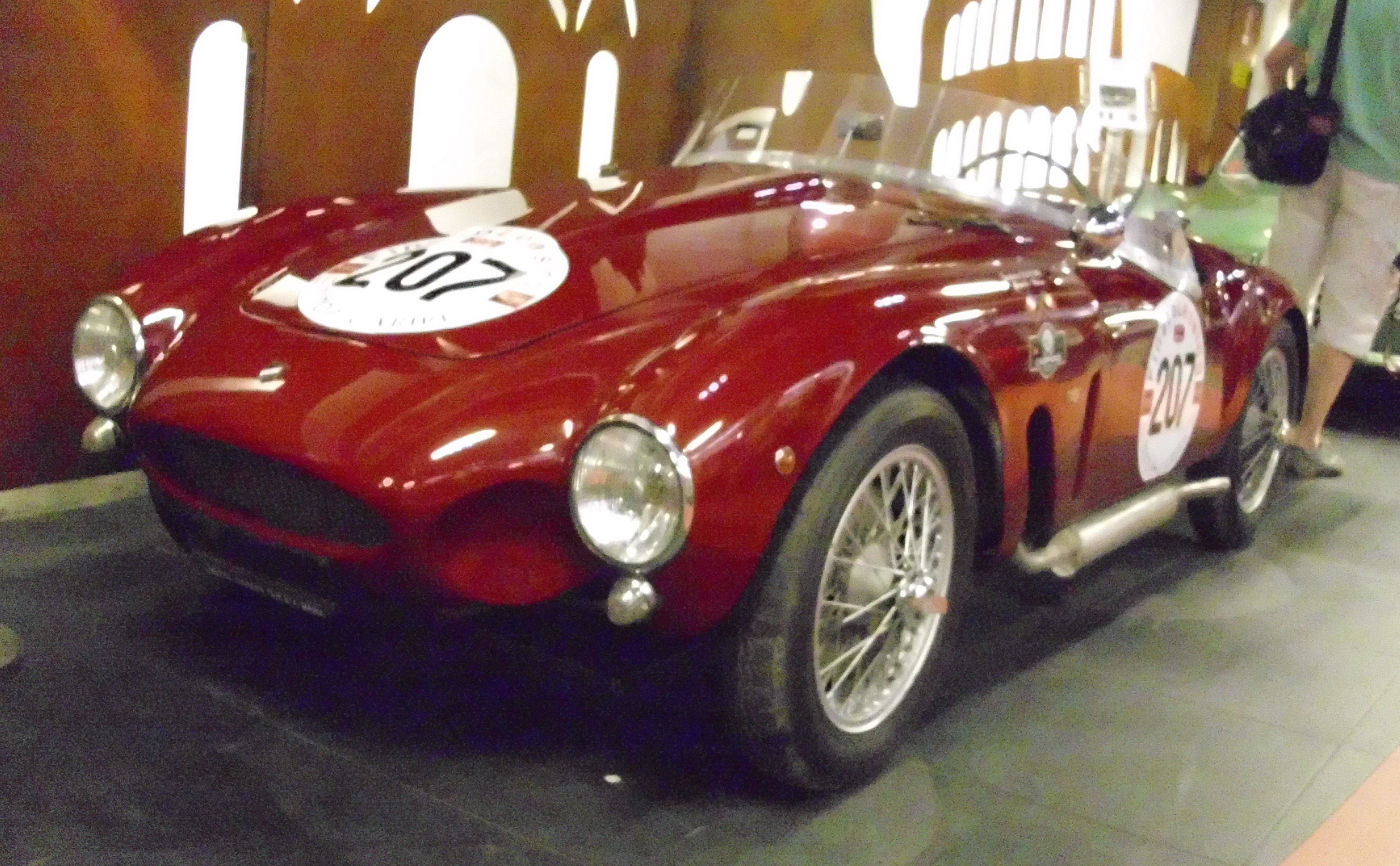
Moretti 750 S Berlinetta (1953)

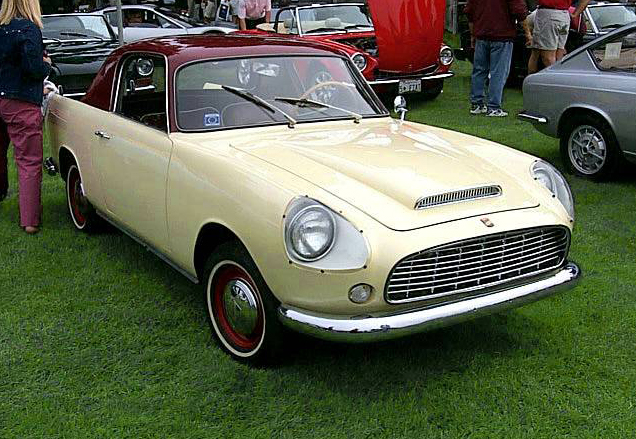
Moretti 750 Coupé (1959)

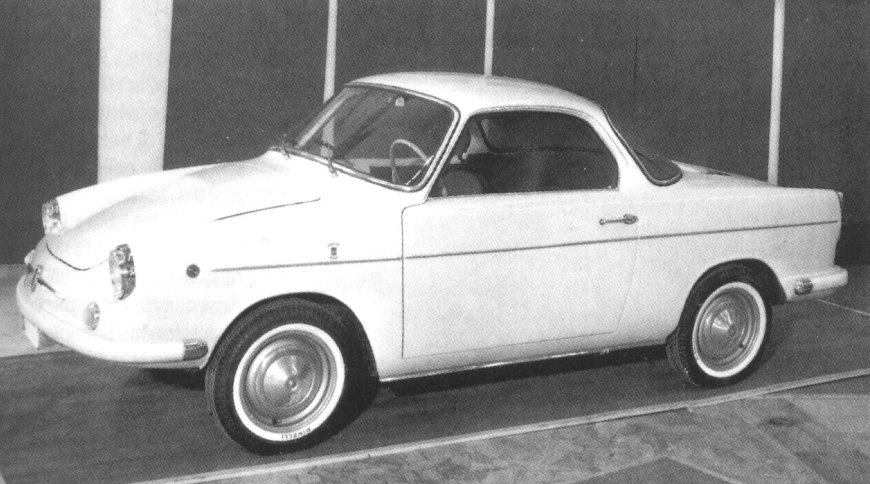
Fiat 500 Moretti Coupé (1960)

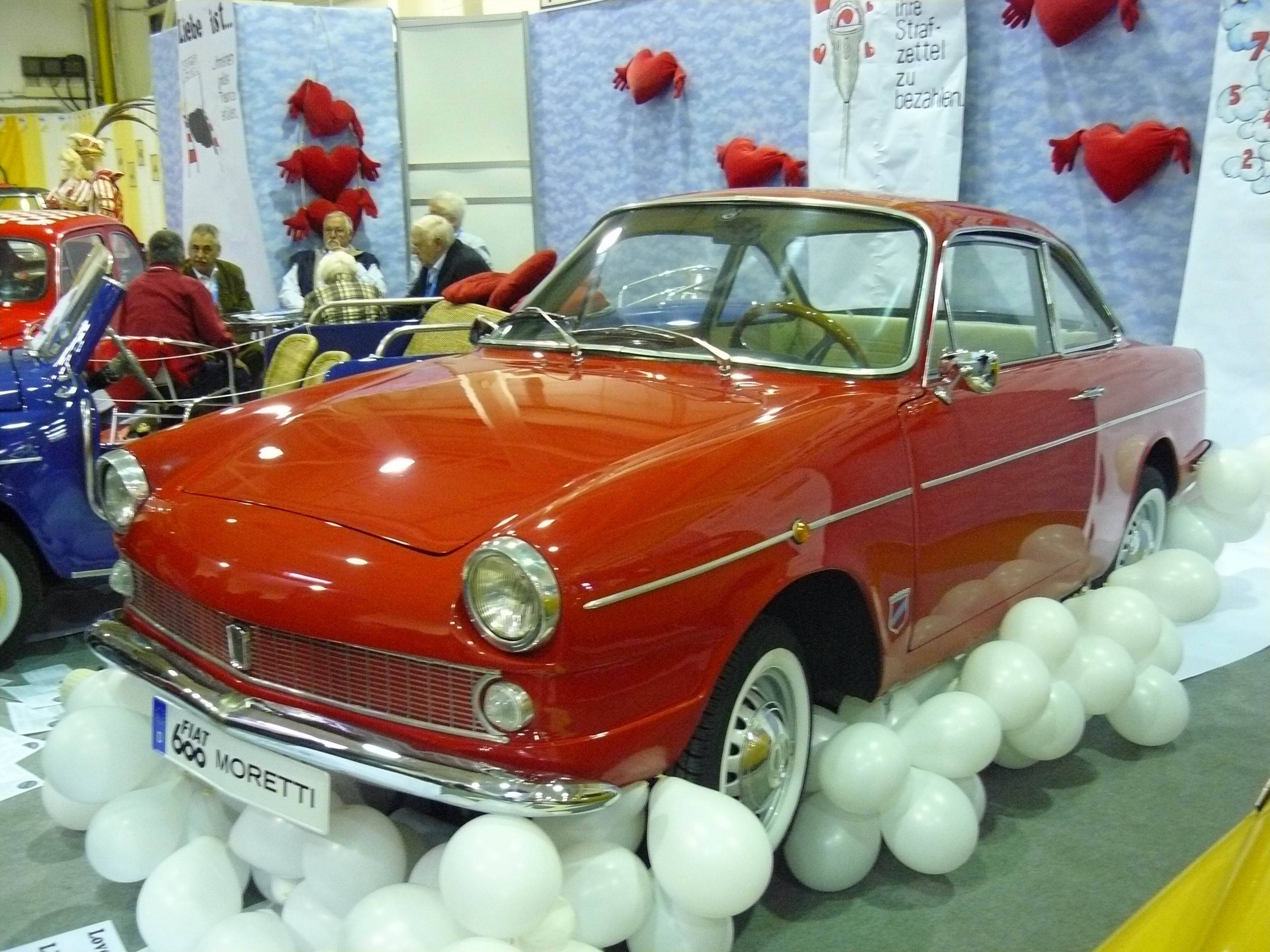
Fiat 600 Moretti (1962)

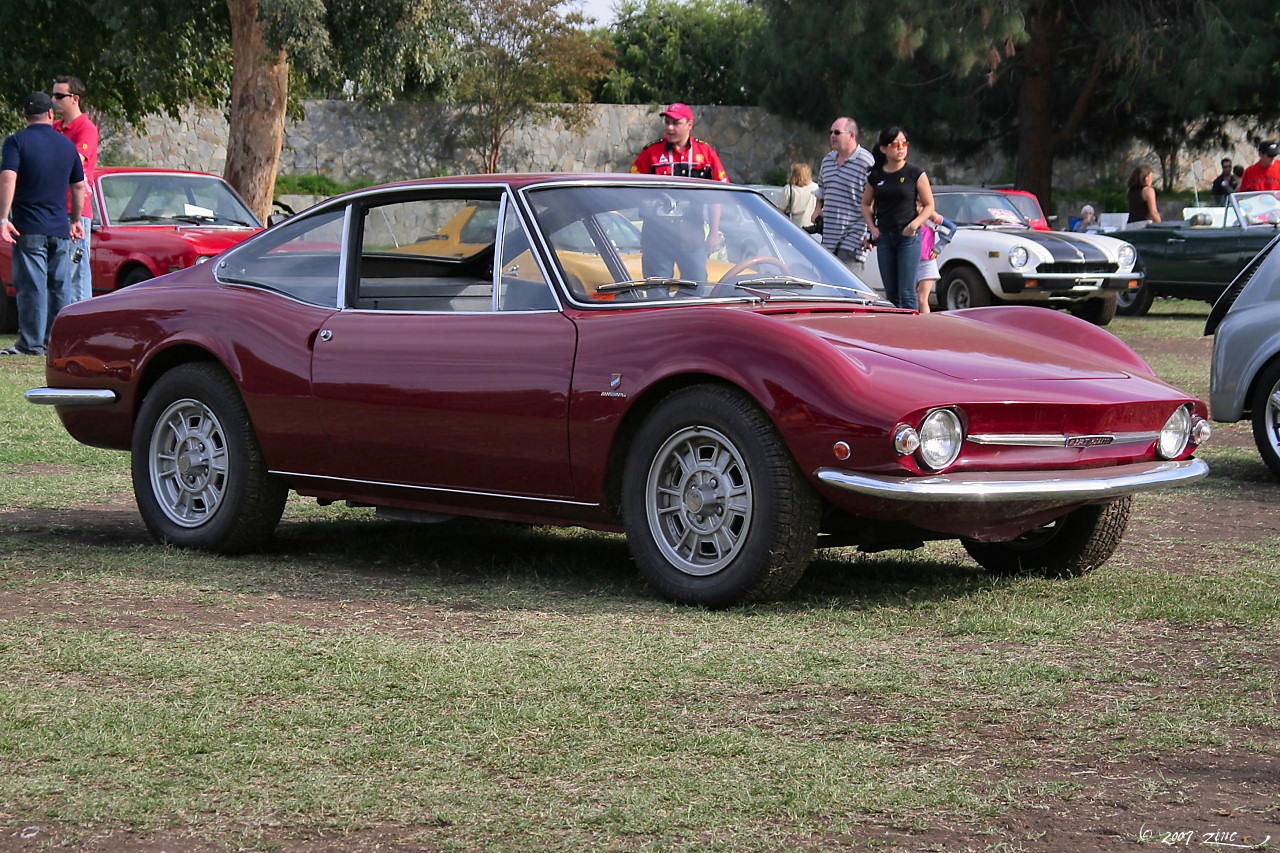
Fiat 850 SS Moretti Sportiva

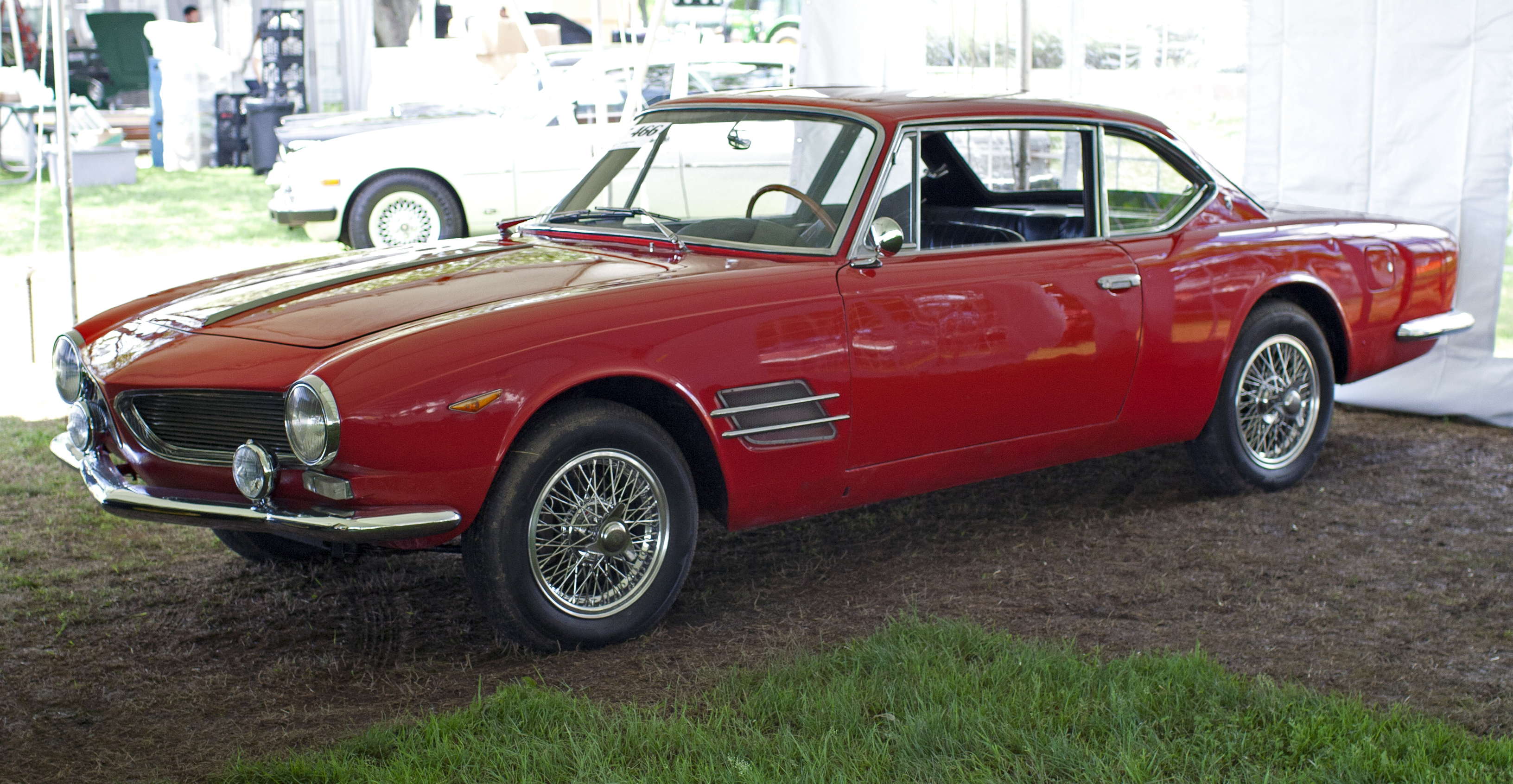
Moretti 2500 SS Coupé (1962)

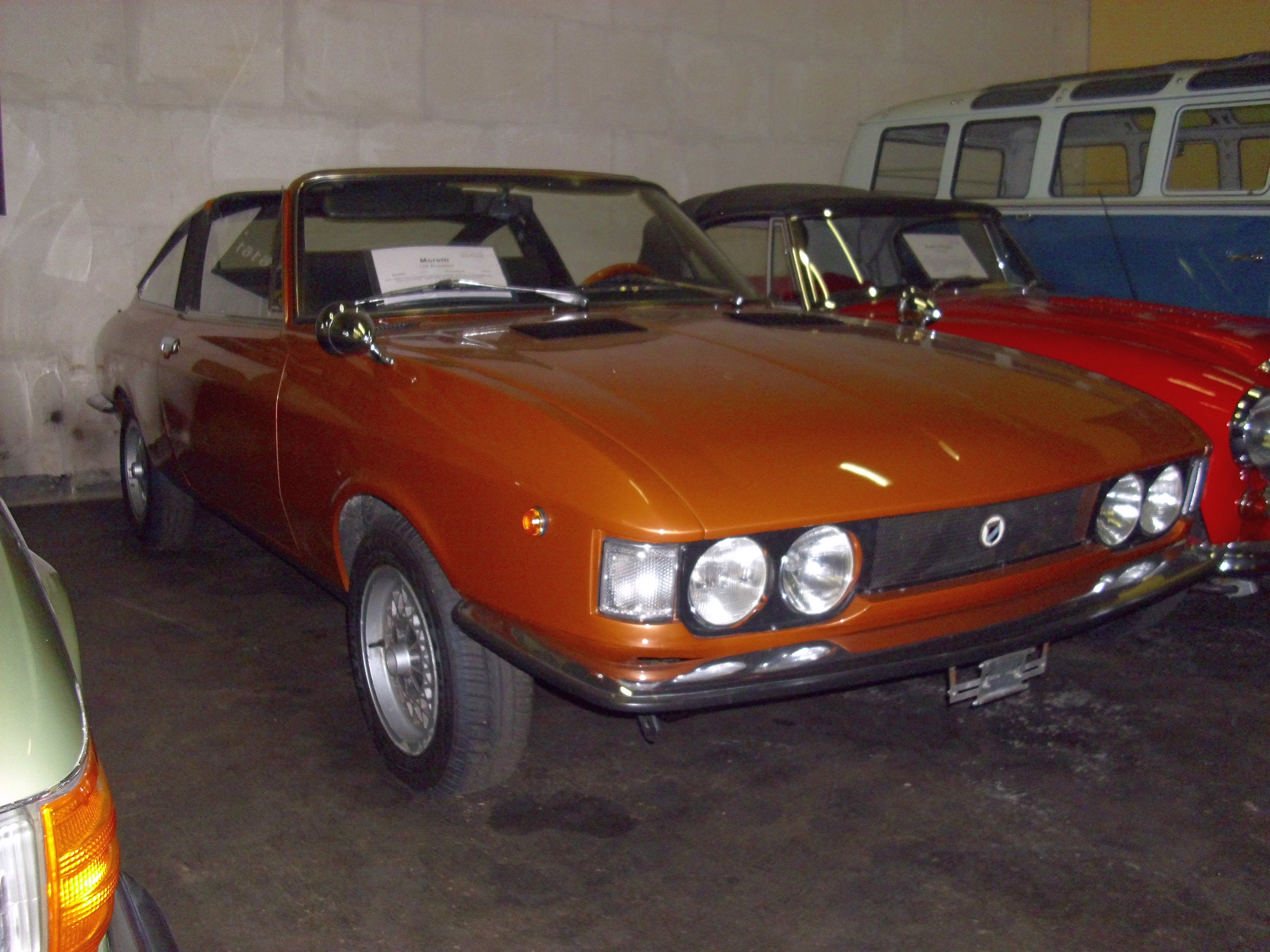
Fiat 128 Moretti Roadster (1969)

La Carrozzeria Moretti a réalisé 102 modèles :

### Modèles propres
- Moretti 500 (1928)
- Moretti Elettrocarro (1940)
- Moretti Elettrovettura (1944)
- Moretti Cita Coupé, Cabriolet & Giardinetta (1946-49)
- Moretti 600 Berline (1949-52)
- Moretti 750 Grand Sport (1953)
- Moretti 1200 Sport Spider (1955)
- Moretti 1200 Sport Barchetta (1955)
- Moretti 600 Coupé (1957)
- Moretti 1200 Berlinetta (1958)
- Moretti 1500 EGT Golden Arrow (1959)
- Moretti 1800 GT (1959)
- Moretti 720-750 Berlinetta & Spider (1963)

### Sur une base Fiat
- Fiat Formula Junior
- Fiat 1200 Moretti Coupé & Spider (1958)
- Fiat 1100 Moretti Coupé (1959)
- Fiat 2100 Moretti Coupé & Cabriolet (1959)
- Fiat 600 Multipla Moretti Mare (1960)
- Fiat 600D Moretti Spider (1960-61)
- Fiat 1500 Moretti Coupé & Cabriolet (1961-63)
- Fiat 500 Moretti Coupé (1961-67)
- Fiat 2300 Moretti Coupé (1962)
- Fiat 2500 Moretti SS (1962)
- Fiat 850 Moretti 4p (1964)
- Fiat 850 Moretti S4
- Fiat 850 Moretti Coupé (1964-69)
- Fiat 850 Moretti Spider (1964)
- Fiat 850 Moretti Sportiva (1965-71)
- Fiat 1100R Moretti Coupé (1966)
- Fiat 124 Moretti Coupé (1967)
- Fiat 125 Moretti Coupé (1967-71)
- Fiat 128 Moretti Coupé (1969)
- Fiat 128 Moretti Roadster (1969-76)
- Fiat 500 Moretti Minimaxi (1970)
- Fiat Abarth 1000 Moretti Coupé (1970-72)
- Fiat 127 Moretti Coupé (1971)
- Fiat 127 Moretti Midimaxi (1971-82)
- Fiat 132 Moretti Coupé (1972-75)
- Fiat 126 Moretti Minimaxi (1973)
- Fiat Campagnola Moretti Sporting 4x4 2000 (1978-80)
- Fiat Ritmo Moretti Or (1981)
- Fiat 127 III Moretti VIP (1982)
- Fiat Panda Moretti Rock (1986)
- Fiat Panda 4x4 Moretti Or (1986)
- Fiat Uno Moretti Folk (1986)
- Fiat Regata Moretti Skipper (1988)

### Sur une base autre
- Isetta Spiaggina (1958)
- Maserati 3500 GT Moretti (1966)
- DAF 55 Moretti 4p (1972)
- Alfa Romeo Giulietta Moretti Folk (1978)